# Луанива
Луанива (фр. Luaniva) — небольшой остров в лагуне острова Увеа (Уоллис) в Тихом океане. Расположен к востоку от Уоллиса. Входит в район Хахаке заморской общины Франции Уоллис и Футуна.

## Геология

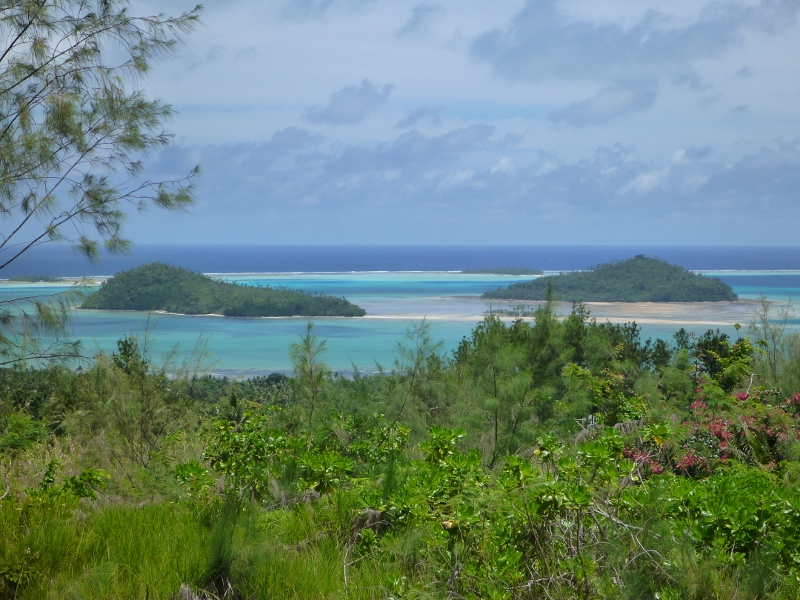
Острова Луанива (слева) и Фугалеи (справа), два основных барьерных острова района Хакаке. Вид с Уоллиса.

Находящиеся к северо-востоку от основного вулканического острова Уоллис, Луанива и Фугалеи были образованы цепью внешних подводных вулканов, которые в дальнейшем образовали основу для возникновения кораллового рифа. Луанива, как и соседний островок Фугалеи, является вулканическим островком, образовавшимся из горной породы габбро мантийной лавы.

## В мифологии
Согласно уоллисской устной традиции, собранной Эдвином Берроузом в 1932 году, островок был создан духом Мохукеле, живущим на Фалалеу. Мохукеле создавал островки в окрестностях Мата-Уту. Для этого он набирал камни, а с наступлением темноты вытаскивает их вблизи Ахоа. Однако, замеченный духами Ака’ака и Лику, Мохукеле в панике бросил свои камни: которые превратились в островками Луанива и Фугалеи.